# Surgical Steel
Surgical Steel é o sexto álbum pela banda de death metal britânica Carcass. Foi lançado em 13 de setembro de 2013 na Europa, 16 de setembro no Reino Unido, e 17 de Setembro na América do Norte, via Nuclear Blast. Surgical Steel foi o seu primeiro álbum desde Swansong (1996). O álbum contou com as primeiras músicas que o Carcass tem registrado desde a reunião em 2007. Surgical Steel também é o primeiro álbum com o baterista Dan Wilding.

## Faixas
A lista de músicas foi revelada em 18 de julho de 2013.  A banda gravou quatro músicas adicionais durante as sessões de Surgical Steel, que não foram incluídas no álbum: "A Wraith in the Apparatus", "Intensive Battery Brooding", "Zochrot", e "Livestock Marketplace".
| N.º | Título                                    | Duração |  |
| 1.  | "1985"                                    | 1:15    |  |
| 2.  | "Thrasher's Abbatoir"                     | 1:50    |  |
| 3.  | "Cadaver Pouch Conveyor System"           | 4:02    |  |
| 4.  | "A Congealed Clot Of Blood"               | 4:13    |  |
| 5.  | "The Master Butcher's Apron"              | 4:00    |  |
| 6.  | "Noncompliance to ASTM F 899-12 Standard" | 6:06    |  |
| 7.  | "The Granulating Dark Satanic Mills"      | 4:10    |  |
| 8.  | "Unfit For Human Consumption"             | 4:24    |  |
| 9.  | "316 L Grade Surgical Steel"              | 5:10    |  |
| 10. | "Captive Bolt Pistol"                     | 3:16    |  |
| 11. | "Mount Of Execution"                      | 8:25    |  |

| Faixa bônus versão Digipak |                              |         |  |
| N.º                        | Título                       | Duração |  |
| 12.                        | "Intensive Battery Brooding" | 4:43    |  |
| Duração total:             | Duração total:               | 51:49   |  |

| Faixas bônus versão Japonesa |                              |         |  |
| N.º                          | Título                       | Duração |  |
| 12.                          | "A Wraith in the Apparatus"  | 3:30    |  |
| 13.                          | "Intensive Battery Brooding" | 4:46    |  |
| Duração total:               | Duração total:               | 55:22   |  |

## Desempenho nas paradas
| Parada musical                        | Topo |
| ------------------------------------- | ---- |
| Austrália (ARIA)                      | 59   |
| Áustria (Ö3 Austria Top 40)           | 24   |
| Bélgica (Ultratop Flandres)           | 69   |
| Bélgica (Ultratop Valônia)            | 87   |
| Países Baixos (Dutch Charts)          | 73   |
| Finlândia (Suomen virallinen lista)   | 6    |
| França (SNEP)                         | 82   |
| Alemanha (Offizielle Deutsche Charts) | 10   |
| Irlanda (IRMA)                        | 84   |
| Suécia (Sverigetopplistan)            | 42   |
| Reino Unido (UK Albums Chart)         | 47   |
| Estados Unidos (Billboard 200)        | 41   |

## Créditos
- Jeff Walker – vocal e baixo
- Bill Steer – vocal e guitarra
- Dan Wilding – bateria

### Créditos Adicionais
- Ken Owen – vocal convidado
- Colin Richardson – produção
- Andy Sneap – mixagem e masterização